# Canton de Saint-Lyé
Le canton de Saint-Lyé est une circonscription électorale française du département de l'Aube créée par le décret du 21 février 2014 et entrée en vigueur lors des élections départementales de 2015.

## Histoire
Un nouveau découpage territorial de l'Aube entre en vigueur à l'occasion des élections départementales de mars 2015, défini par le décret du 21 février 2014, en application des lois du 17 mai 2013 (loi organique 2013-402 et loi 2013-403). Les conseillers départementaux sont, à compter de ces élections, élus au scrutin majoritaire binominal mixte. Les électeurs de chaque canton élisent au Conseil départemental, nouvelle appellation du Conseil général, deux membres de sexe différent, qui se présentent en binôme de candidats. Les conseillers départementaux sont élus pour six ans au scrutin binominal majoritaire à deux tours, l'accès au second tour nécessitant 12,5 % des inscrits au premier tour. En outre la totalité des conseillers départementaux est renouvelée. Ce nouveau mode de scrutin nécessite un redécoupage des cantons dont le nombre est divisé par deux avec arrondi à l'unité impaire supérieure si ce nombre n'est pas entier impair, assorti de conditions de seuils minimaux. Dans l'Aube, le nombre de cantons passe ainsi de 33 à 17.
Le canton de Saint-Lyé est formé de communes des anciens cantons de Marcilly-le-Hayer (20 communes), de Troyes-4 (5 communes), de Romilly-sur-Seine-1 (6 communes) et de Sainte-Savine (2 communes). Avec ce redécoupage administratif, le territoire du canton s'affranchit des limites d'arrondissements, avec 26 communes incluses dans l'arrondissement de Nogent-sur-Seine et 7 dans l'arrondissement de Troyes. Le bureau centralisateur est situé à Saint-Lyé.

## Représentation
| Période élective | Période élective | Mandat       | Mandat                      | Identité            | Nuance | Nuance | Qualité                                                                            |
| ---------------- | ---------------- | ------------ | --------------------------- | ------------------- | ------ | ------ | ---------------------------------------------------------------------------------- |
| 2015             | 2021             | 2015         | 2021                        | Danièle Boeglin     |        | DVD    | Retraitée de l'enseignement, conseillère municipale de La Chapelle-Saint-Luc       |
| 2015             | 2021             | 2015         | 31 octobre 2020 (démission) | Nicolas Juillet     |        | DVD    | Exploitant agricole, maire de Saint-Lupien, Président de la Communauté de Communes |
| 2015             | 2021             | 1er nov.2020 | en cours                    | Jean-Marie Camut    |        | DVD    | Agriculteur, maire de Marcilly-le-Hayer                                            |
| 2021             | 2028             | 2021         | en cours                    | Jean-Marie Camut    |        | DVD    | Conseiller sortant                                                                 |
| 2021             | 2028             | 2021         | en cours                    | Marie-Thérèse Leroy |        | DVD    | Employée Maire de Montgueux                                                        |

### Résultats détaillés

#### Élections de mars 2015
Lors des élections départementales de 2015, le binôme composé de Danièle Boeglin et Nicolas Juillet (DVD) est élu au premier tour avec 52,94 % des suffrages exprimés, devant le binôme composé de Jean-Matthieu Braux et Nadine Valleron (FN) (36,20 %). Le taux de participation est de 51,35 % (5 972 votants sur 11 630 inscrits) contre 50,14 % au niveau départemental et 50,17 % au niveau national.

#### Élections de juin 2021
Le premier tour des élections départementales de 2021 est marqué par un très faible taux de participation (33,26 % au niveau national). Dans le canton de Saint-Lyé, ce taux de participation est de 33,46 % (3 983 votants sur 11 904 inscrits) contre 32,18 % au niveau départemental. À l'issue de ce premier tour, deux binômes sont en ballottage : Jean-Marie Camut et Marie-Thérèse Leroy (DVD, 45,09 %) et Béatrice Dondon et Claude Sabatino (RN, 30,28 %).
Le second tour des élections est marqué une nouvelle fois par une abstention massive équivalente au premier tour. Les taux de participation sont de 34,3 % au niveau national, 32,31 % dans le département et 32,47 % dans le canton de Saint-Lyé. Jean-Marie Camut et Marie-Thérèse Leroy (DVD) sont élus avec 67 % des suffrages exprimés (2 440 voix pour 3 866 votants et 11 905 inscrits),,.

## Composition
Le canton de Saint-Lyé comprend trente-trois communes entières.
| Nom                               | Code Insee | Intercommunalité               | Superficie (km2) | Population (dernière pop. légale) | Densité (hab./km2) | Modifier                                    |
| --------------------------------- | ---------- | ------------------------------ | ---------------- | --------------------------------- | ------------------ | ------------------------------------------- |
| Saint-Lyé (bureau centralisateur) | 10349      | CA Troyes Champagne Métropole  | 32,70            | 2 867 (2022)                      | 88                 | modifier les données · modifier les données |
| Avant-lès-Marcilly                | 10020      | CC de l'Orvin et de l'Ardusson | 27,62            | 513 (2022)                        | 19                 | modifier les données · modifier les données |
| Avon-la-Pèze                      | 10023      | CC de l'Orvin et de l'Ardusson | 12,70            | 209 (2022)                        | 16                 | modifier les données · modifier les données |
| Barberey-Saint-Sulpice            | 10030      | CA Troyes Champagne Métropole  | 9,36             | 1 551 (2022)                      | 166                | modifier les données · modifier les données |
| Bercenay-le-Hayer                 | 10038      | CC de l'Orvin et de l'Ardusson | 14,63            | 190 (2022)                        | 13                 | modifier les données · modifier les données |
| Bourdenay                         | 10054      | CC de l'Orvin et de l'Ardusson | 18,69            | 123 (2022)                        | 6,6                | modifier les données · modifier les données |
| Charmoy                           | 10085      | CC de l'Orvin et de l'Ardusson | 6,89             | 63 (2022)                         | 9,1                | modifier les données · modifier les données |
| Dierrey-Saint-Julien              | 10124      | CC de l'Orvin et de l'Ardusson | 21,25            | 274 (2022)                        | 13                 | modifier les données · modifier les données |
| Dierrey-Saint-Pierre              | 10125      | CA Troyes Champagne Métropole  | 21,61            | 307 (2022)                        | 14                 | modifier les données · modifier les données |
| Échemines                         | 10134      | CC de l'Orvin et de l'Ardusson | 18,20            | 84 (2022)                         | 4,6                | modifier les données · modifier les données |
| Faux-Villecerf                    | 10145      | CC de l'Orvin et de l'Ardusson | 21,30            | 215 (2022)                        | 10                 | modifier les données · modifier les données |
| Fay-lès-Marcilly                  | 10146      | CC de l'Orvin et de l'Ardusson | 5,76             | 84 (2022)                         | 15                 | modifier les données · modifier les données |
| La Fosse-Corduan                  | 10157      | CC de l'Orvin et de l'Ardusson | 3,73             | 213 (2022)                        | 57                 | modifier les données · modifier les données |
| Macey                             | 10211      | CA Troyes Champagne Métropole  | 20,46            | 982 (2022)                        | 48                 | modifier les données · modifier les données |
| Marcilly-le-Hayer                 | 10223      | CC de l'Orvin et de l'Ardusson | 34,34            | 713 (2022)                        | 21                 | modifier les données · modifier les données |
| Marigny-le-Châtel                 | 10224      | CC de l'Orvin et de l'Ardusson | 20,31            | 1 753 (2022)                      | 86                 | modifier les données · modifier les données |
| Mesnil-Saint-Loup                 | 10237      | CC de l'Orvin et de l'Ardusson | 11,40            | 583 (2022)                        | 51                 | modifier les données · modifier les données |
| Montgueux                         | 10248      | CA Troyes Champagne Métropole  | 11,25            | 388 (2022)                        | 34                 | modifier les données · modifier les données |
| Origny-le-Sec                     | 10271      | CC de l'Orvin et de l'Ardusson | 16,31            | 603 (2022)                        | 37                 | modifier les données · modifier les données |
| Orvilliers-Saint-Julien           | 10274      | CC de l'Orvin et de l'Ardusson | 23,92            | 312 (2022)                        | 13                 | modifier les données · modifier les données |
| Ossey-les-Trois-Maisons           | 10275      | CC de l'Orvin et de l'Ardusson | 16,25            | 589 (2022)                        | 36                 | modifier les données · modifier les données |
| Le Pavillon-Sainte-Julie          | 10281      | CA Troyes Champagne Métropole  | 22,93            | 278 (2022)                        | 12                 | modifier les données · modifier les données |
| Payns                             | 10282      | CA Troyes Champagne Métropole  | 16,97            | 1 396 (2022)                      | 82                 | modifier les données · modifier les données |
| Pouy-sur-Vannes                   | 10301      | CC de l'Orvin et de l'Ardusson | 15,82            | 181 (2022)                        | 11                 | modifier les données · modifier les données |
| Prunay-Belleville                 | 10308      | CC de l'Orvin et de l'Ardusson | 25,65            | 222 (2022)                        | 8,7                | modifier les données · modifier les données |
| Rigny-la-Nonneuse                 | 10318      | CC de l'Orvin et de l'Ardusson | 18,19            | 158 (2022)                        | 8,7                | modifier les données · modifier les données |
| Saint-Flavy                       | 10339      | CC de l'Orvin et de l'Ardusson | 17,24            | 297 (2022)                        | 17                 | modifier les données · modifier les données |
| Saint-Loup-de-Buffigny            | 10347      | CC de l'Orvin et de l'Ardusson | 10,16            | 213 (2022)                        | 21                 | modifier les données · modifier les données |
| Saint-Lupien                      | 10348      | CC de l'Orvin et de l'Ardusson | 22,92            | 231 (2022)                        | 10                 | modifier les données · modifier les données |
| Saint-Martin-de-Bossenay          | 10351      | CC de l'Orvin et de l'Ardusson | 16,26            | 350 (2022)                        | 22                 | modifier les données · modifier les données |
| Trancault                         | 10383      | CC de l'Orvin et de l'Ardusson | 26,80            | 181 (2022)                        | 6,8                | modifier les données · modifier les données |
| Villadin                          | 10410      | CC de l'Orvin et de l'Ardusson | 12,35            | 105 (2022)                        | 8,5                | modifier les données · modifier les données |
| Villeloup                         | 10414      | CA Troyes Champagne Métropole  | 16,31            | 129 (2022)                        | 7,9                | modifier les données · modifier les données |
| Canton de Saint-Lyé               | 1011       |                                | 590,28           | 16 357 (2022)                     | 28                 | modifier les données                        |

## Démographie
En 2022, le canton comptait 16 357 habitants, en évolution de +0,64 % par rapport à 2016 (Aube : +0,7 %, France hors Mayotte : +2,11 %).
| 2013   | 2018   | 2022   |
| ------ | ------ | ------ |
| 16 066 | 16 304 | 16 357 |